# Ibis australský
Ibis australský (Threskiornis molucca) je druh ptáka z čeledi ibisovitých. Má převážně bílé peří, holý černý krk a hlavu s dlouhým zakřiveným zobákem a černé končetiny. Je příbuzný druhu ibise posvátného. V minulosti byl vzácný v obydlených oblastech, ale od 70. let 20. století začal migrovat do obydlených oblastí australského východní pobřeží. Běžně bývá spatřen ve Wollongong, Sydney, Melbourne, Darwin, Gold Coast, Brisbane a v Townsville. Kolem roku 2016, byl běžným druhem v Perthu v Západní Austrálii a kolem měst v jihozápadní Austrálii. Populace vymizela z přírodních hnízdišť jako např. v přírodní rezervaci Macquarie Marshes v severním Novém Jižním Walesu. Byly vypracovány plány na kontrolu problematické populace v Sydney. Vzhledem k zvyšující se přítomnosti v urbálním prostředí a zvyku prohrabávat se odpadky, získal druh množství slangových pojmenování jako například „tip turkey“ nebo „bin chicken“. Také se stali ikonou australské populární kultury, kde jsou některými vnímáni pozitivně, jinými s odporem.

## Taxonomie
Ibis australský byl poprvé popsán Georgesem Cuvierem v roce 1829 jako Ibis molucca. Je považován za blízce příbuzného ibise posvátného (Threskiornis aethiopicus) a ibise černohlavého (Threskiornis melanocephalus).

## Popis

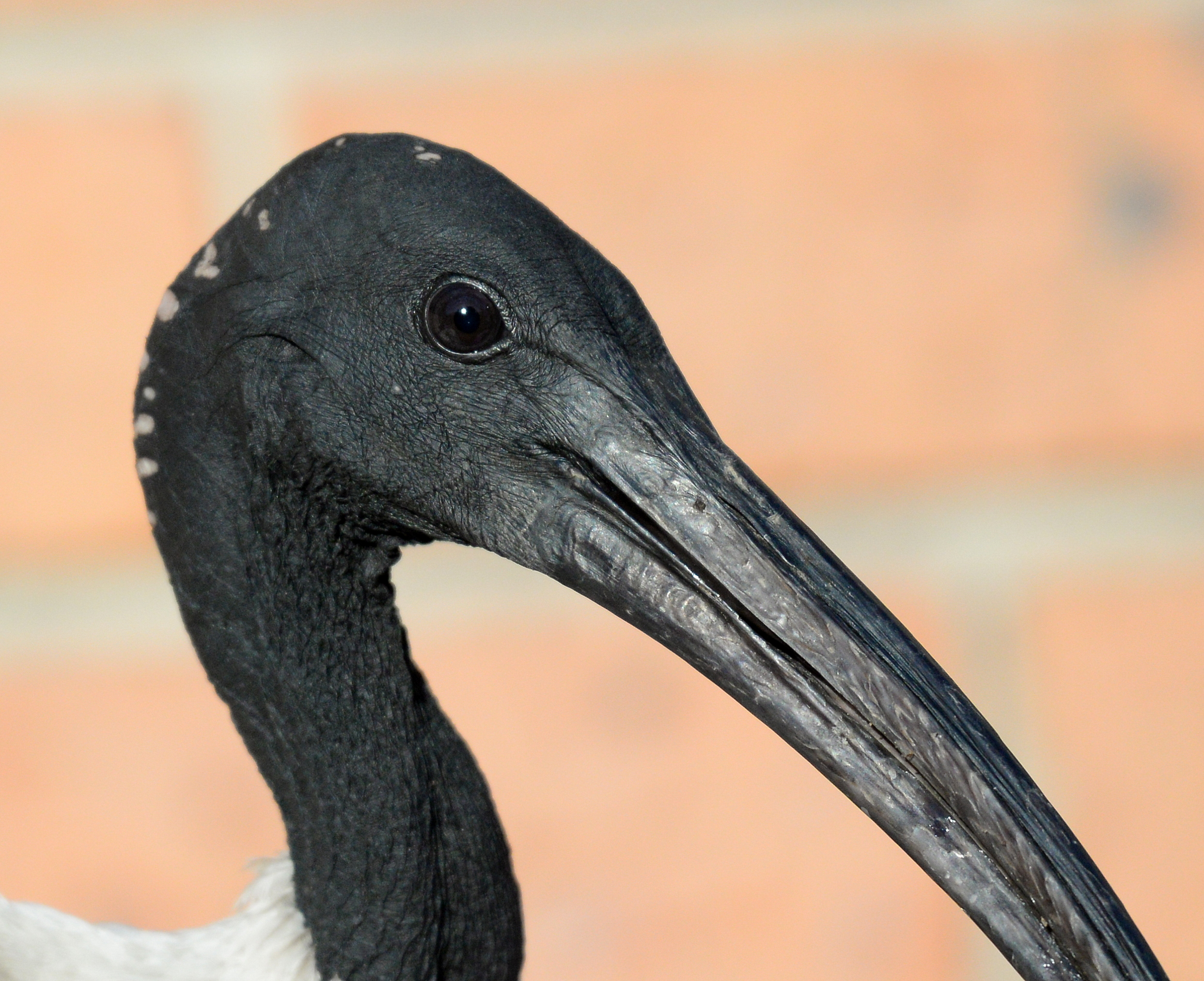
Hlava ibise

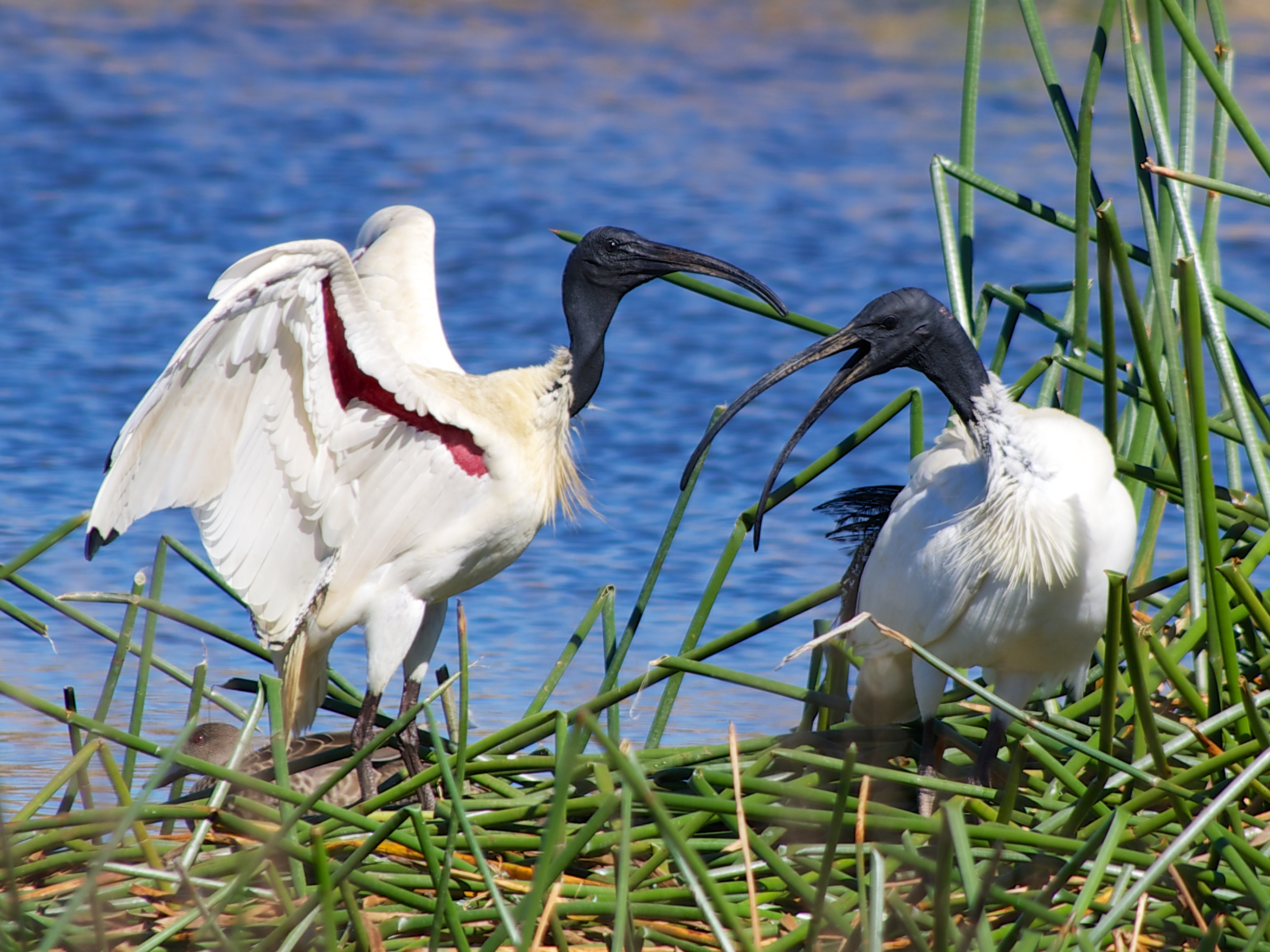
Červená kůže pod křídly

Ibis australský je středně velký druh ibise. Délka těla je kolem 65–75 cm. Má černý holý krk a hlavu a dlouhý zahnutý zobák, který u samců měří přes 16 cm, u samic méně. Pohlaví se odlišují lehce větší váhou u samců (1,7–2,5 kg), v porovnání se samicemi (1,4–1,9 kg). Opeření je bílé, ale mohou se vyskytovat i hnědé skvrny. Mají černé ocasní peří. V období páření peří na horní části ocasu zežloutne. Nohy jsou černé. Pod křídly je viditelná červená kůže. Nedospělí jedinci mají kratší zobáky. U mladých jedinců je hlava a krk opeřená. Ozývá se dlouhým skřehotáním. Ibis australský pohlavně dospívá ve třech letech. Dožívá se až 28 let.

## Výskyt

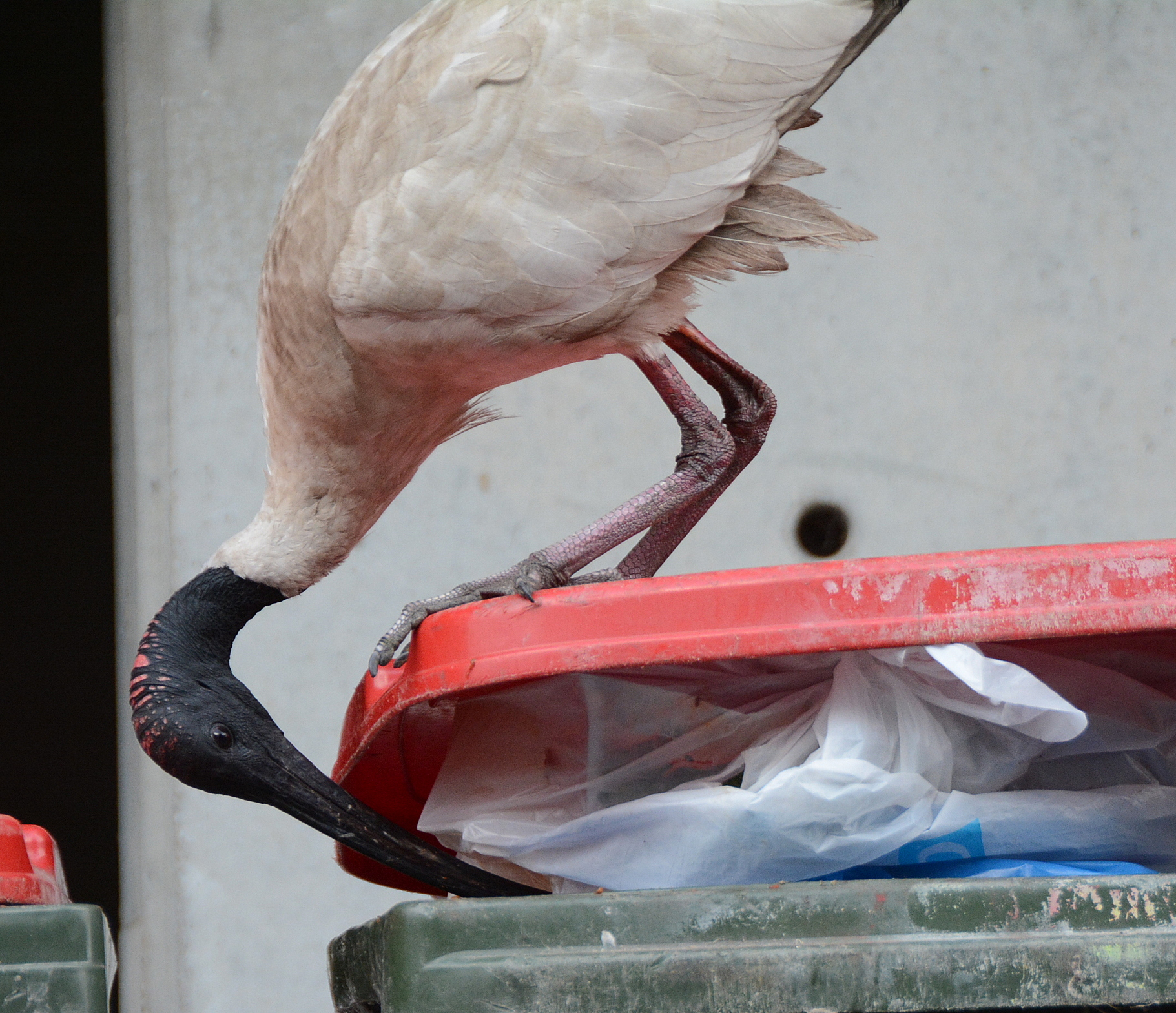
Ibis australský hledající potravu v popelnici, Sydney

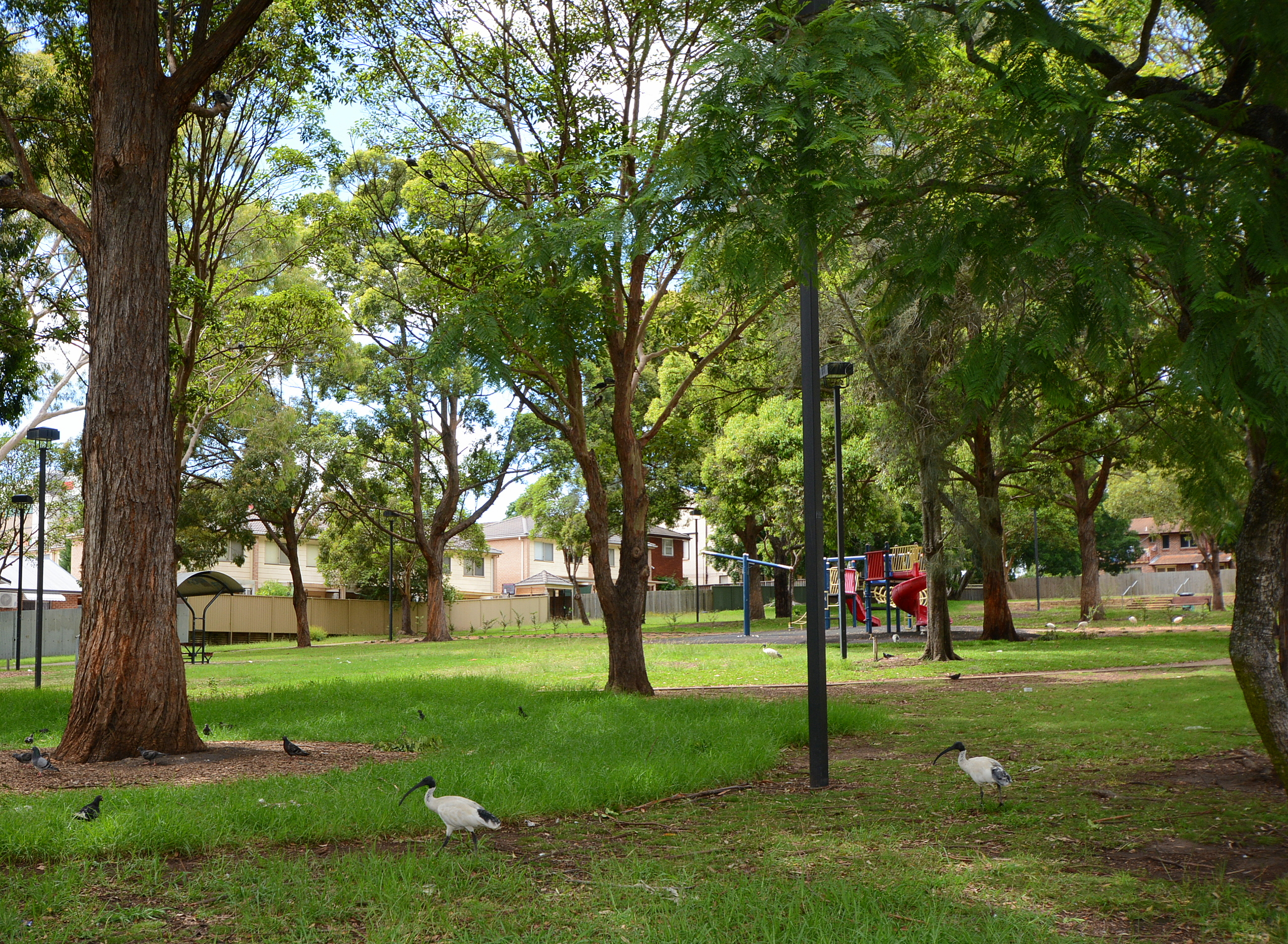
Ibisové v Civic Park v Sydney

Ibis australský je široce rozšířený ve východní, severní a jihozápadní Austrálii. Vyskytuje se v mokřadech, často blízko otevřených travnatých plání. Stal se běžným druhem v parcích ve městech na východním pobřeží jako je Wollongong, Sydney, Perth, Gold Coast, Brisbane a Townsville. V minulosti byl v městském prostředí vzácný a první přesídlení do měst byl zaznamenán v 70. letech 20. století. Populace ve městech se výrazně rozšířila také po období sucha v roce 1998. První velká kolonie se usadila v Bankstown, předměstí Sydney a stala se znepokojením pro místní komunitu. Začaly se objevovat debaty zda mají být ibisové australští považováni za možný ohrožený druh nebo za škůdce. V turistických oblastech Sydney jako Darling Harbour, Royal Botanic Gardens a Centennial Park, jsou tito práci problémem kvůli výraznému zápachu. V některých oblastech se přistoupilo i k jejich utracení. Ibisové začali být vnímáni jako problém i ve Viktorii, kvůli jejich probírání se odpadky a odpadkovými koši. Známí jsou i krádežemi svačin z pikniků. Toto chování společně s tendencí stavět si hnízda na „nevhodných“ místech, vedla k přemístění ptáků z Heavensville Sactuary do Sale, ovšem ptáci se během pár dní vrátili zpět.

## Potrava
Potrava ibise australského obsahuje suchozemské i vodní bezobratlovce a lidské odpadky. Nejoblíbenější potravou jsou raci a mušle, které ptáci získávají pomocí svého zahnutého zobáku.

## Rozmnožování
Období páření se liší podle lokality, ale převážně trvá od srpna do listopadu a od února do března, po období děšťů. Hnízdo je mělké ve tvaru misky tvořené větvičkami stromů, trávou nebo rákosím. Nachází se na stromech, obvykle blízko vodního zdroje jako je řeka, jezero nebo bažina. Ibisové obvykle hnízdí blízko ostatních vodních ptáků jako jsou volavky, kolpíci nebo kormoráni. Kladou dvě až tři matně bílá vejce o rozměrech 65 × 44 mm. Na snůšce sedí 21–23 dní. Mláďata se osamostatňují po 48 dnech.